# ستو دل بارکو
ستو دل بارکو دهستانی در استان آستوریاس اسپانیا است.
در این دهستان ۴٬۱۷۸ نفر زندگی می‌کنند. مساحت این دهستان ۳۵٫۳۴ کیلومتر مربع است.